# Église Saint-Aignan (Chaumont)
L'église Saint-Aignan de Chaumont est une église située à Chaumont dans le département de la Haute-Marne en région Grand Est.

## Historique
L'église Saint-Aignan est inscrite au titre des monuments historiques par arrêté du 24 février 1992.